# Voo West Caribbean Airways 9955
O Voo West Caribbean Airways 9955 foi um voo regular entre a Ilha de Providência e Ilha de San Andrés, Colômbia, que caiu em 25 de março de 2005, matando 9 dos 14 passageiros e a tripulação a bordo.

## Acidente
A aeronave, um Let L-410 Turbolet, havia decolado do aeroporto El Embrujo às 9h50, quando o motor esquerdo falhou. A tripulação continuou com a decolagem, mas a velocidade da aeronave diminuiu rapidamente. A aeronave então inclinou perigosamente para a direita e estolou. A aeronave caiu em um manguezal, localizada a apenas 113 metros da pista do aeroporto.
Ambos os pilotos e 7 dos 12 passageiros morreram no acidente. Um passageiro inicialmente sobreviveu ao acidente, mas sucumbiu aos ferimentos logo após ser resgatado. Os sobreviventes foram levados para hospitais em San Andrés e Bogotá.

## Consequências
Esse acidente piorou ainda mais a situação já crítica que a West Caribbean Airways enfrentava. Apenas 5 meses depois, a companhia aérea sofreu outro acidente fatal e ainda mais mortal quando em 16 de agosto de 2005, o Voo 708, um McDonnell Douglas MD-82, caiu na Venezuela matando todos os 160 ocupantes a bordo. A companhia aérea encerrou as operações em outubro do mesmo ano.